# North Pennines
North Pennines (ang. Północne Penniny) – północna część Gór Pennińskich, leżąca pomiędzy miastami Carlisle na zachodzie i Darlington na wschodzie. Naturalną północną granicą North Pennines jest dolina rzeki Tyne, a na południu obszar geograficzny Stainmore Gap.
North Pennines zostały sklasyfikowane jako Area of Outstanding Natural Beauty (AONB) (ang. Obszar o wybitnym pięknie naturalnym) w 1988 roku ze względu na krajobraz, w którym dominują wrzosowiska. Jest on wynikiem wieków intensywnego pasterstwa oraz wydobycia rud ołowiu. Mające ponad 2000 km², North Pennines są drugim co do wielkości z 49 AONB w Wielkiej Brytanii.
Na krajobraz North Pennines składają się przede wszystkim otwarte doliny (dales), górskie rzeki, łąki oraz wioski z kamienną zabudową, niektóre z nich zawierają elementy świadczące o ich górniczych tradycjach i przeszłości przemysłowej. Na południu North Pennines graniczą z Yorkshire Dales, a na północy rozciągają się aż do doliny rzeki Tyne, w niedalekim dystansie od Wału Hadriana.
Powierzchnia North Pennines składa się w 40% z brytyjskich wyżynnych łąk, w 30% z wyżynnych wrzosowisk i w 27% z torfowisk. W faunie wyróżniają się: z ptaków – cietrzew zwyczajny, uszatka błotna, drozd obrożny, bekas kszyk i krwawodziób, ze ssaków – wiewiórka ruda i wydra. Wśród flory występuje tutaj rzadka roślinność arktyczno-alpejska. W North Pennines znajduje się największy angielski wodospad – High Force.
Jednym z wielu szlaków turystycznych w North Pennines jest Isaac's Tea Trail (ang. Herbaciany Szlak Izaka), 58-kilometrowa trasa okrężna, biegnąca od Ninebanks przez Allendale, Nenthead i Alston. Przez North Pennines w dużej części przebiega także szlak Pennine Way.
Obszar North Pennines jest ceniony ze względu na rzadką florę i faunę, m.in. dziką roślinność alpejską, nie występującą nigdzie indziej w Wielkiej Brytanii. Malowniczy krajobraz North Pennines – od wodospadu High Force na rzece Tees aż do malowniczej doliny High Cup Nick ponad wsią Dufton – kształtował się przez miliony lat procesów geologicznych. Szczególne znaczenie geologii w tym regionie zostało oficjalnie uznane w 2003 roku, kiedy North Pennines otrzymały status pierwszego z geoparków Wielkiej Brytanii, które są obszarami wyjątkowego dziedzictwa geologicznego, sprzyjającymi zrównoważonemu rozwojowi. 
Jedną z osobliwości regionu North Pennines jest jedyny w Anglii wiatr, któremu nadano własne imię: Helm Wind. Odczuwa go wielu wędrowców, którzy przemierzają płaskowyże przy Cross Fell, Eden Valley i doliny pomiędzy Alston i Dufton.
Angielski poeta Wystan Hugh Auden, który odwiedził ten region w 1919 roku i spędził tam dużo czasu, napisał wiele utworów poetyckich o Alston Moor i Allendale. Często nazywał region Mutterland, jego wielkie dobre miejsce, niczym jak Eden. W swoich utworach wspomina m.in. o Cauldron Snout i Rookhope.